# Onex Corporation
Onex Corporation es un inversor y administrador de capital privado y crédito, fundado en 1984. Al 31 de marzo de 2019, tenía aproximadamente US $31 mil millones de activos bajo administración. Sus inversiones de capital privado se realizan a través de su familia de fondos Onex Partners y ONCAP. Su plataforma de crédito creció desde su establecimiento en 2007, impulsada principalmente por sus obligaciones de préstamos garantizados. Onex es el socio limitado más grande en cada uno de los fondos de capital privado y también invierte en sus diversas estrategias de crédito. El equipo de administración de Onex debe invertir en acciones de Onex, en cada negocio operativo adquirido y en su plataforma de crédito.

## Historia
El fundador Gerry Schwartz ya había trabajado en Bear Stearns en Nueva York durante la década de 1970, bajo el inversor Jerome Kohlberg, Jr., quién es más tarde en el futuro de Kohlberg Kravis Roberts. Schwartz Regresado a Canadá, donde empezó trabajar con Izzy Asper.
Schwartz fundó Onex en 1984. En 1987, Onex completó una oferta pública inicial de sus acciones y hoy la firma invierte capital en nombre de Onex y de inversionistas de todo el mundo.
Desde su fundación, la empresa ha generado un múltiplo bruto de capital invertido de 2.6 veces y una tasa de retorno interna bruta de 27% sobre sus inversiones de capital privado realizadas (al 31 de marzo de 2019).

## Inversiones
La firma invierte en una amplia gama de industrias que incluyen al consumidor y minorista, servicios financieros, salud, industria, servicios y tecnología, medios y telecomunicaciones. La firma prefiere tener control mayoritario sobre sus subsidiarias.
En la década de 1980 desempeñó este papel en la industria de autopartes. En 1996 compró la división de manufactura de IBM Celestica.
Ha invertido en el negocio del cine, en Cineplex Entertainment de Canadá.
La firma ha invertido durante mucho tiempo en la industria de los aviones, y es conocida por su intento fallido en 1999 de comprar y fusionar Air Canada y Canadian Airlines. En 2004, Onex compró las instalaciones de fabricación de Boeing Commercial Airplanes en Kansas y Oklahoma, formando Spirit AeroSystems, que luego se flotó parcialmente a fines de 2006. En enero de 2007, Onex firmó un acuerdo para adquirir Raytheon Aircraft Company de Raytheon (que forma Hawker Beechcraft).
En enero de 2007, Onex firmó un acuerdo para adquirir la unidad de imágenes médicas de Eastman Kodak, incluida una fábrica de Kodak en White City, Oregón. La compañía formada ahora se conoce como Carestream Health.
En 28 de junio de 2007, Onex anunció que se asociaría con The Carlyle Group para comprar la unidad Allison Transmission de General Motors por $5.6 mil millones.
En 3 de diciembre de 2012, Onex tomó una participación del 50% en el arrendador de aeronaves BBAM e invirtió $ 75 millones en la empresa de aircraft leasing de FLY Leasing.
En mayo de 2013, Nielsen Holdings anunció que vendería su negocio Nielsen Expositions a ONEX por $950 millones en efectivo. Después de la transacción, ONEX cambió el nombre del negocio, que realiza ferias comerciales en los Estados Unidos, como Emerald Expositions.
En noviembre de 2014, Onex acordó comprar SIG Combibloc Group de The Rank Group en un acuerdo que se reportó en un valor de $4.6 mil millones.
En julio de 2016, Onex y Baring Private Equity Asia acordaron comprar la unidad de negocios de Propiedad Intelectual y Ciencia de Thomson Reuters por $3,55 mil millones.
En octubre de 2016, Onex acordó comprar Save-A-Lot de SuperValu.
En diciembre de 2017, Onex anunció que estaba comprando el operador de salas SMG.
En 13 de mayo de 2019, Onex acordó comprar WestJet, incluida su deuda por $5B. El acuerdo requeriría la aprobación de los accionistas (en julio) y la aprobación del regulador. La oferta de Onex fue de $31 por acción, sustancialmente mayor que el precio de cierre de aproximadamente $18 al cierre de la jornada comercial anterior.
Otras compañías que Onex posee o ha tenido una participación incluyen Sitel, American Medical Response, EmCare, Jeld-Wen, Husky Injection Molding Systems, Canadian Securities Institute, Cici's, Sky Chefs y Tomkins.

## Oficina
Onex tiene su sede en el piso 49 de Brookfield Place en Toronto, con sucursales en la ciudad de Nueva York, Nueva Jersey y Londres.